# Huang Huadong
Huang Huadong (kinesiska: 黃 華東), född den 2 januari 1972, är en kinesisk gymnast.
Han tog OS-silver i lagmångkampen i samband med de olympiska gymnastiktävlingarna 1996 i Atlanta.